# X Farm Cemetery
X Farm Cemetery is een Britse militaire begraafplaats met gesneuvelden uit de Eerste Wereldoorlog, gelegen in de Franse gemeente La Chapelle-d'Armentières in het Noorderdepartement. De begraafplaats werd ontworpen door Arthur Hutton en ligt aan de Avenue du Prèsident Kennedy op 640 m ten zuidwesten van het dorpscentrum (Église Saint-Vaast). Het terrein heeft een trapeziumvormig grondplan met een oppervlakte van 1.065 m². Vooraan, dicht bij de toegang staat het Cross of Sacrifice. De begraafplaats wordt onderhouden door de Commonwealth War Graves Commission. Er rusten 113 gesneuvelden.

## Geschiedenis
Tijdens de Eerste Wereldoorlog liep het front door La Chapelle-d'Armentières. Het dorp was in Britse handen van oktober 1914 tot 10 april 1918 toen het door de Duitse troepen tijdens het lenteoffensief werd veroverd. In oktober 1918 kwam het terug in Britse handen. De begraafplaats werd in april 1915 door gevechtseenheden aangelegd en door hen en veldhospitalen (Field ambulances) gebruikt tot juni 1916. Ze werd ook soms Wine Avenue genoemd en was bedoeld om de plaats in te nemen van Desplanque Farm Cemetery.
Er liggen 105 Britten en 8 Australiërs begraven. 

## Minderjarige militair
- Charles Richardson, soldaat bij het The Loyal North Lancashire Regiment was 17 jaar toen hij op 28 juli 1915 sneuvelde.